# 屈突寿
屈突寿（?—?），唐朝雍州长安人，祖籍昌黎郡徒河县（今辽宁省锦州市），屈突通长子。
617年，李渊太原起兵，屈突通为隋朝守卫河东郡。屈突通结阵自固，窦琮派屈突寿前去劝说屈突通。屈突通大呼道：“昔与汝为父子，今与汝为仇雠。”命左右射击屈突寿。之后，屈突通兵败降唐，被封为蒋国公。628年，屈突通去世，屈突寿袭爵蒋国公。屈突寿官至驾部员外郎、夏州都督。唐太宗幸洛阳宫，思念屈突通忠节，拜屈突寿的弟弟屈突诠为果毅都尉。